# Adriano Banchieri

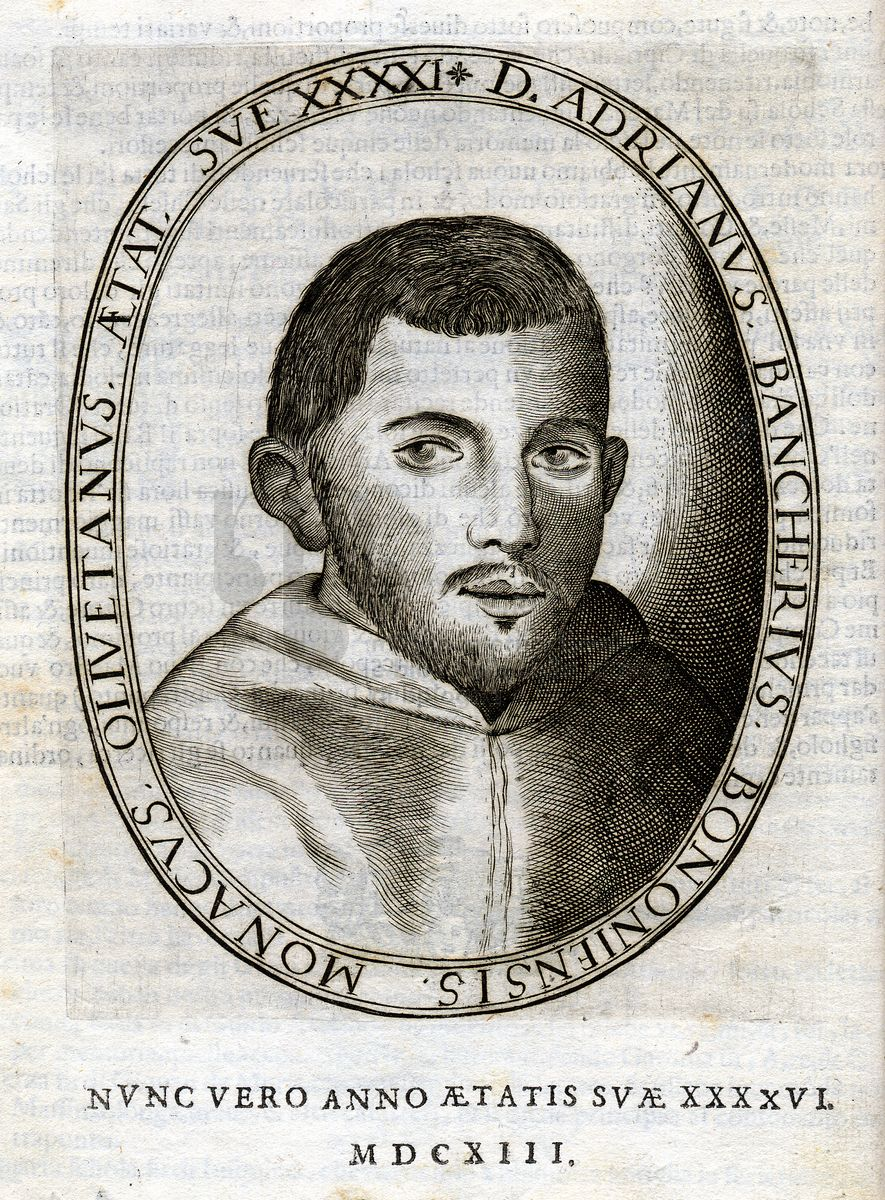
Adriano Banchieri

Adriano Banchieri (Adriano di Bologna) (* 3. September 1568 in Bologna; † 1634 ebenda; gebürtig Tommaso Banchieri) war ein italienischer Benediktinermönch, Organist und Komponist.

## Leben und Werk
Banchieri wurde am 3. Oktober 1568 auf den Namen Tommaso getauft. Seine Eltern waren Antonio de Banchieri aus Lucca und dessen Frau Caterina. Tommaso trat 1587 in den Benediktinerorden der Olivetaner in Bologna ein. Am 8. September 1589 wurde er eingekleidet, begann das Noviziat und nahm den Namen Adriano an. Am 16. September 1590 legte er das Mönchsgelübde ab. Banchieri nahm in den ersten Jahren seines Klosterlebens Kompositionsunterricht bei Gioseffo Guami.
Ab 1592 war er als Organist in verschiedenen Klöstern seines Ordens tätig, so 1592 in SS. Bartolomeo e Ponziano in Lucca, 1593 in San Benedetto in Siena und ab 1594  in S. Michele in Bosco in der Nähe von Bologna. Hier bekleidete er ab 1596 das offizielle Amt des Organisten. Dieselbe Position nahm er 1600 in Santa Maria in Imola und 1604 in San Pietro in Gubbio ein. Nach Aufenthalten 1605 in Santa Elena in Venedig und Santa Maria in Organo in Verona kehrte er nach S. Michele in Bosco zurück. Hier förderte er Kultur und Musik und gründete 1615 die Accademia dei Floridi, die unmittelbare Vorläuferin der Accademia Filarmonica in Bologna. Claudio Monteverdi besuchte ihn im Jahr 1620. Die Akademie löste sich 1623 auf und wurde unter der Leitung von Girolamo Giacobbi als Accademia dei Filomusi erneut gegründet. Später zog er sich in das Kloster San Bernardo zurück, wo er 1634 nach einem Apoplex starb.
Banchieri gilt als einer der wichtigsten Musiktheoretiker des 17. Jahrhunderts. Er zeigt sich allen Neuerungen gegenüber sehr aufgeschlossen und verwendete als einer der ersten die Bezeichnungen „piano“ (p) und „forte“ (f) im Notentext. Er war überhaupt ein Vorreiter in der Genauigkeit von Vortragsanweisungen für den Interpreten und stärkte so die Rolle des Komponisten. Daneben gehörte er wohl zu den ersten, die einen Taktstock beim Dirigieren verwendet haben.
Banchieri war ein sehr produktiver Komponist. Er schuf weltliche und geistliche Musik aller Gattungen. Besondere Aufnahme bei seinen Zeitgenossen fanden vor allem Banchieris Madrigal-Bücher. Die darin enthaltenen Werke können als frühe Ausprägung des musikalischen Theaters gelten.

## Werke

### Orgelbau
- L’organo suonarino, 1605
- Conclusioni nel suono dell’organo, 1609

### Didaktik
- Cartella, overo Regole utilissime à quelli che desiderano imparare in Canto Figurato, Venedig 1601

### Kompositionen
- 12 polyphone Messen
- Madrigal-Komödien
  - Il Zabaione musicale, 1604
  - Barca di Venetia per Padova, 1605
  - Festino nella sera del Giovedì grasso avanti cena, 1608